# Thora Borgarhjört
Thora Borgarhjört (Oudnoords: Þóra Borgarhjǫrtr) is een mythisch personage uit de Oudnoordse sagen. Zij was de vrouw van Ragnar Loðbrók, die een slang doodde om haar hand te winnen.
Thora was de dochter van Herrauðr, de graaf van Västergötland. Ze kreeg van haar vader een kleine lintworm die uitgroeide tot een grote slang. Deze slang kronkelde zich om de woonplek van Thora heen, en degene die de slang kon doden zou met Thora mogen trouwen. Ragnar Lodbrok, die zich had laten scheiden van zijn eerste vrouw Lagertha, besloot dat Thora zijn nieuwe vrouw moest worden. Om te voorkomen dat de giftige slang hem zou bijten, droeg hij een kniebroek die met teer en zand was ingesmeerd. Deze broek leverde hem zijn bijnaam 'Loðbrók' op ('harige broek'). Ragnar doodde de slang met een speer en hakte diens kop er af. Daarna trouwden Thora en Ragnar met elkaar.
Volgens de sage Ragnarssona þáttr ('het verhaal van Ragnar's zonen') kregen ze twee zonen: Eiríkr and Agnar. Deze sneuvelden in de strijd tegen Eysteinn Beli.
Thora zelf overleed aan een ziekte.